# Longing Gap
Longing Gap ist eine Scharte an der Nordenskjöld-Küste des Grahamlands auf der Antarktischen Halbinsel. Sie liegt am 3 km breiten Isthmus der Longing-Halbinsel und stellt einen Durchgang von der Griffiths Bay im Nordosten zu einer Seitenbucht des Larsen Inlet im Südwesten dar.
Das UK Antarctic Place-Names Committee benannte sie 1964 in Anlehnung an die Benennung der gleichnamigen Halbinsel und des gleichnamigen Kaps.